# Riduzione (siderurgia)
In siderurgia, nella produzione di ferro per riduzione diretta, la riduzione indica la percentuale di ossigeno rimosso dal minerale di partenza.
{\displaystyle {\text{riduzione }}(\%)={\frac {\text{ossigeno rimosso}}{\text{ossigeno iniziale}}}\times 100}
Ad esempio partendo da ematite (Fe2O3) e convertendo tutto il minerale in FeO, la riduzione sarà del 33,33 %.